# Klíč (nářadí)

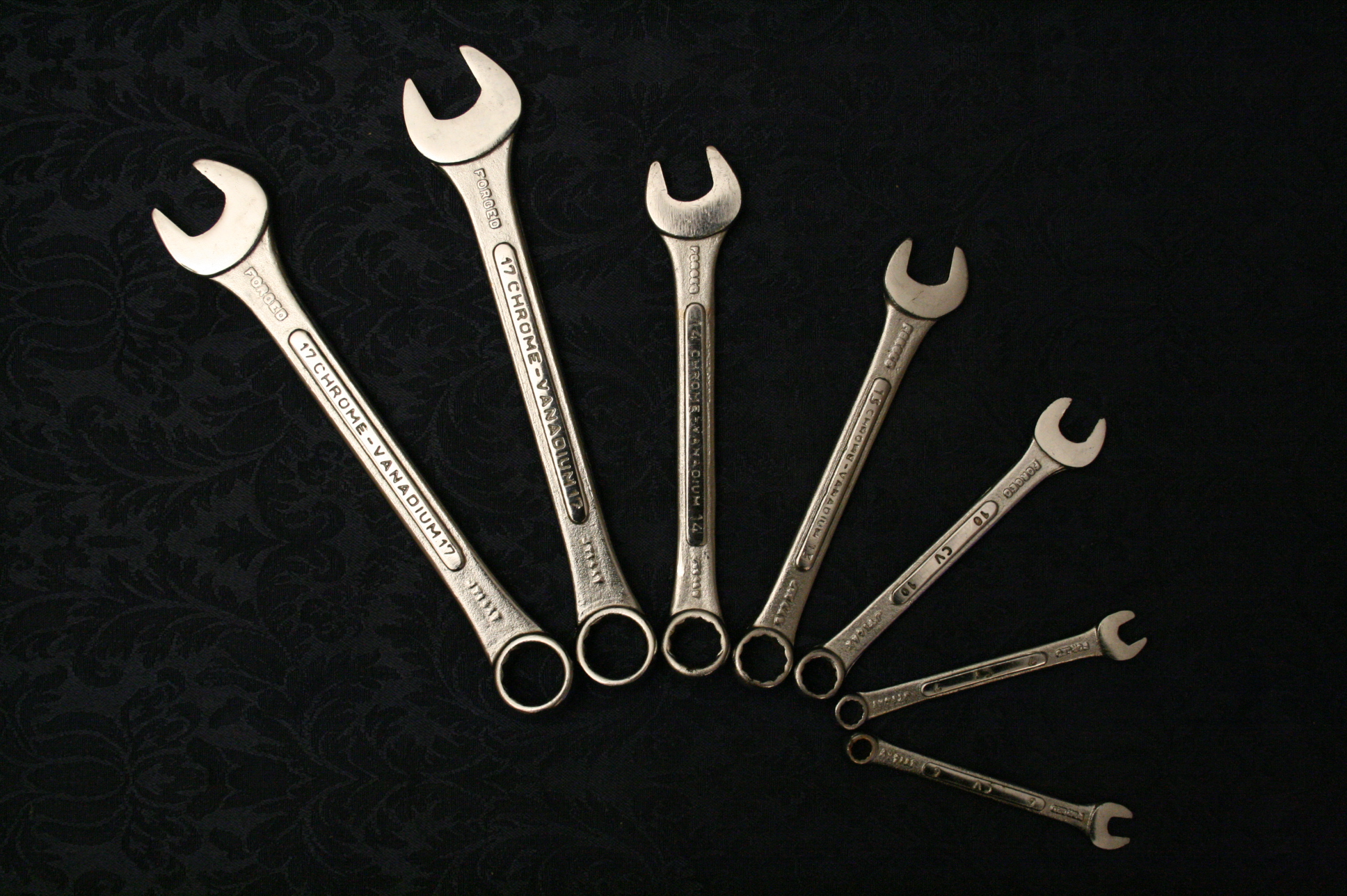
Sada chrom-vanadových očkoplochých klíčů, nejmenší je 6 mm a největší 17 mm

Montážní klíč je nástroj určený pro utahování či povolování šroubových rozebiratelných spojů.
Podle konstrukce rozeznáváme několik druhů klíčů:
- Maticový klíč otevřený plochý – jednostranný nebo oboustranný. Oboustranné klíče jsou vyráběny pro malé velikosti matic. Zpravidla mají z každé strany jinou velikost. Zhruba od velikosti 24 bývají klíče jednostranné.
- Očkový klíč – má činnou část uzavřenou, s otvorem vykovaným ve tvaru šesti nebo dvanáctihranu. Bývá také jedno- nebo oboustranný.
- Očkoplochý klíč – kombinace dvou předchozích v jednom, tj. na jedné straně páky je očko, z druhé strany klíč plochý. Oba klíče jsou stejné velikosti.
- Nástrčkový klíč – výměnná hlavice klíče, která se používá v kombinaci s ráčnou či jinou rukojetí nebo se upíná do elektrického nářadí, rázového utahováku nebo (pomocí adaptéru) akušroubováku.
- Trubkový klíč – trubka je na obou koncích vykována do šestihranu, jímž se nasadí na hlavu šroubu nebo na matici. Pod šestihrany je trubka provrtána a otvorem je prostrčena ocelová tyč (tzv. roubík) vhodné délky, jíž se klíčem otáčí.

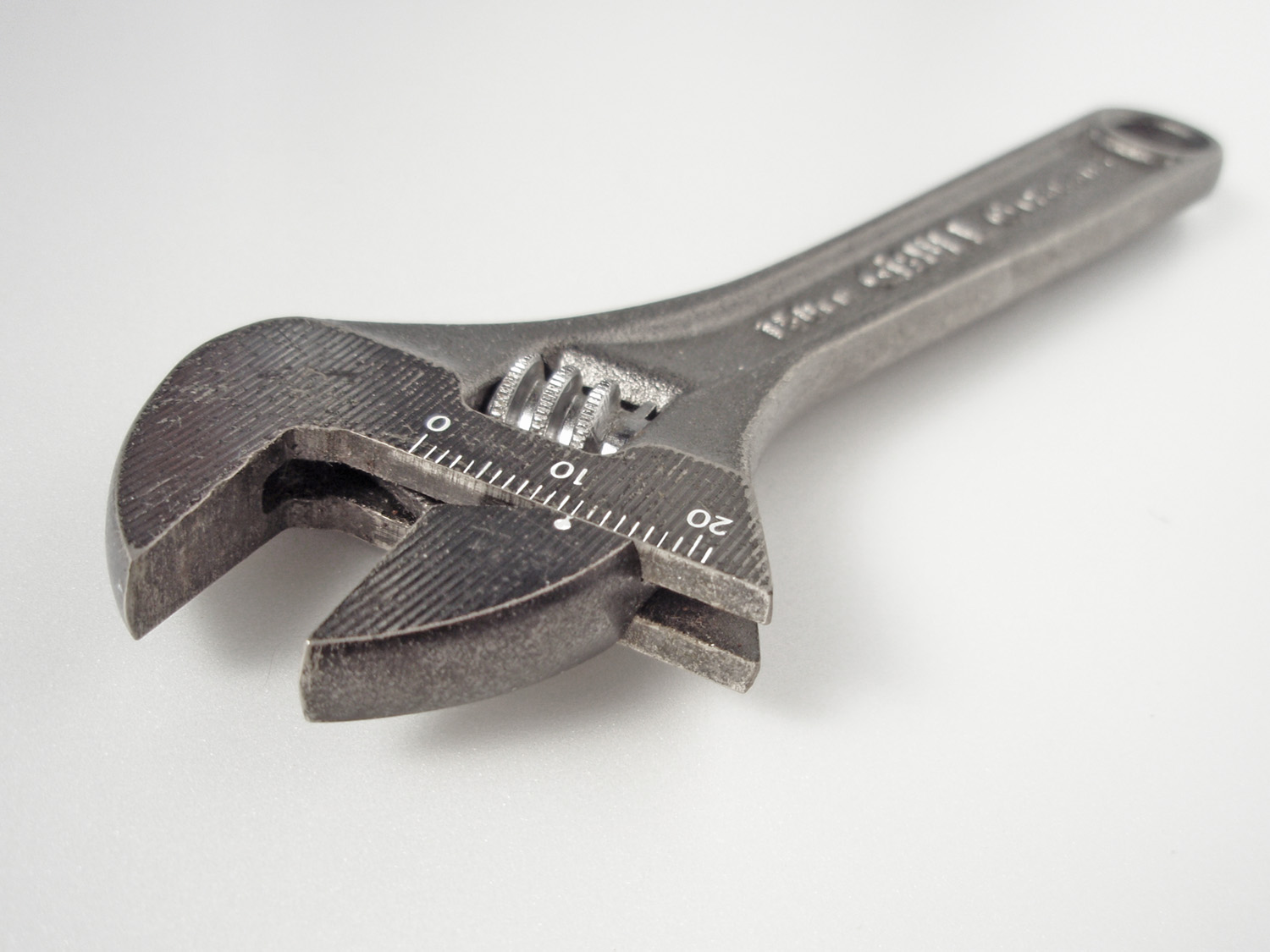
Stavitelný klíč

- Stavitelný klíč – má jednu čelist pevnou a druhou posuvnou, čímž lze měnit otevření podle velikostí matice nebo hlavy šroubu (hasák, francouzský klíč, klíč s pohyblivým očkem).
- Klešťový (maticový) klíč - speciální kleště s rovnými čelistmi, které se dají nastavovat na požadovanou velikost. Při práci využívají samosvornou funkci.
- Ráčnový klíč – pracuje na principu rohatky a západky. Při utahování/povolování šroubu není třeba sundávat klíč z hlavy šroubu.
- Inbusový klíč – má zakončení s profilem pravidelného šestiúhelníku. Používá se pro šrouby opatřené hlavou s vnitřním šestihranem. Výhodou je možnost přenosu velkého momentu síly při utahování či povolování.
- Klíč normy Torx nebo Torx plus – podobá se inbusovému klíči, ale je zakončen profilem ve tvaru šesticípé hvězdy, zapadajícím do hlav příslušných šroubů.
- Momentový klíč – je zvláštní druh klíče, který umožňuje utažení šroubového spoje stanoveným momentem síly. Používán je v autoopravárenství atp.

Klíče se dodávají v sadách, ale i jednotlivě, s normovanými velikostmi podle velikosti matic nebo hlav šroubů. Běžné velikosti jsou od 4 mm (pro M2) až do 60 mm (pro M39). Můžeme se také setkat především s plochými maticovými klíči až do velikosti 225 mm pro matice M 160.